# Przebicie główki
Przebicie główki – operacja pomniejszająca objętość płodu wykonywana na żywym lub martwym płodzie, polegająca na wewnątrzmacicznym otwarciu główki, co powoduje wypłynięcie mózgu. Daje to zmniejszenie wymiarów czaszki i umożliwia przejście główki przez kanał rodny. Jego konsekwencją jest usunięcie zagrożenia życia i zdrowia matki jednak wiąże się ze śmiercią płodu.

## Wskazania
Wskazaniem do operacji jest wodogłowie u żywego płodu.
W praktyce klinicznej ta procedura wykonywana jest rzadko i tylko w powyższym wskazaniu, jeśli zachodzi "występujące w danej chwili, niemożliwe do usunięcia innym sposobem zagrożenie matki i matka nie sprzeciwia się przebiciu główki" (Ebermayer). Wówczas położnik jest prawnie chroniony.

## Wstępne warunki
Rozwarcie ujścia szyjki macicy na 2 palce (3 cm).
Przeciwwskazaniem do procedury nie jest niezupełne rozwarcie ujścia szyjki macicy, jak to ma miejsce w kraniotrakcji.

## Etapy (wg Stoeckela)
1. Unieruchomienie główki od zewnątrz
2. Wprowadzenie ręki do pochwy w celu odszukania miejsca przebicia
3. Przebicie główki
4. Rozdrobnienie tkanki mózgowej za pomocą zębatych kleszczy i jej wypłukanie

Przebicie czaszki i wypłukanie mózgu stanowi zakończenie zabiegu oraz usuwa zagrożenie życia i zdrowia matki.
Często przebicie główki musi być połączone z kraniotrakcją, która z reguły jest bardzo trudnym zabiegiem.
Można odczekać do wystąpienia samoistnego porodu. Dobra czynność skurczowa macicy może spowodować szybkie samoistne urodzenie się wymóżdżonej główki.